# Mózg matrioszka
Mózg matrioszka – hipotetyczny komputer o gigantycznych możliwościach obliczeniowych, zbudowany na wzór sfer Dysona, który do wykonywania obliczeń wykorzystywałby całą energię emitowaną przez gwiazdę. Nazwa pomysłu nawiązuje do lalek matrioszek.
Konstrukcja opiera się na idei wielu (co najmniej dwóch) położonych koncentrycznie wokół gwiazdy sfer Dysona, zbudowanych z nanokomputerów. Każda część zasilana jest energią promieniowania o innej, właściwej sobie temperaturze, odwrotnie proporcjonalnej do odległości od gwiazdy centralnej. W takim układzie, najbardziej wewnętrzna, najmniejsza sfera przystosowana jest do pracy w najwyższej, bliskiej gwieździe temperaturze. Podczas tej pracy emitowane jest na zewnątrz promieniowanie o niższej energii, zasilając następną sferę. Pozostałe, następujące po sobie sfery działają w podobny sposób, wymagając do tego coraz mniejszych energii. Wreszcie ostatnia, najbardziej zewnętrzna sfera pracuje w temperaturze bliskiej promieniowaniu tła.
Konkretny mechanizm działania takiego komputera jest obecnie przedmiotem spekulacji, jednak sam pomysł jest zgodny ze znanymi prawami fizyki. Jego konstrukcja wymagałaby prawdopodobnie wykorzystania jako budulca materiału wszystkich planet w układzie.
Możliwości wykorzystania takiej mocy obliczeniowej są trudne do wyobrażenia. Spodziewanymi zastosowaniami mogłyby być emulacja umysłów wszystkich ludzi i symulacja idealnego środowiska wirtualnego bądź tworzenie i symulowanie rozwoju całych eksperymentalnych cywilizacji.
Według futurologa Raymonda Kurzweila, człowiek zbuduje komputer matrioszkę w 2800 roku, wykorzystując w tym celu osobliwość technologiczną. Ludzkość osiągnie tym samym poziom 2. na skali zaawansowania cywilizacyjnego.